# Denny Moyer
Denny Moyer (Portland, 8 agosto 1939 – Portland, 30 giugno 2010) è stato un pugile statunitense, primo ad indossare la cintura di Campione del Mondo dei pesi medi junior. È stato avversario di quasi tutti i grandi pugili del suo tempo, nelle categorie dei welter, medi e dei medi junior, tra cui Nino Benvenuti e Vito Antuofermo.

## Biografia

### Inizi
Denny Moyer nasce in una famiglia cattolica di pugili. Insieme al fratello minore Phil è introdotto alla boxe dallo zio, Tommy Moyer, due volte avversario di Sugar Ray Robinson nella categoria dilettanti.
Nella sua breve carriera dilettantistica, Denny Moyer è campione della Amateur Athletic Union nei pesi welter.

### Carriera tra i professionisti
Esordisce nei professionisti nel 1957, nei pesi welter. Ancora imbattuto, il 21 ottobre 1958, a Portland, batte ai punti l'ex campione del mondo Johnny Saxton. Dopo appena 21 incontri ha la chance di combattere per il titolo mondiale contro Don Jordan, subendo la sua prima sconfitta il 7 luglio 1959, a Portland.
Il 16 agosto 1960, a New York, batte ai punti il nuovo Campione del mondo dei welter Benny Paret, in un match non valido per il titolo.
Incrocia i guantoni tre volte con l'astro nascente del pugilato mondiale, Emile Griffith, con una vittoria ai punti (Portland 26 aprile 1960) e due sconfitte, sempre ai punti (New York, 11 maggio 1960 e Tacoma 18 agosto 1962). Passato alla categoria dei medi, Denny Moyer combatte anche due volte a New York con il mitico Sugar Ray Robinson, ormai ultraquarantenne. Perde il primo combattimento ai punti il 21 ottobre 1961 ma vince il secondo, il 17 febbraio 1962, per 7-3 riprese a suo favore.
Il 20 ottobre 1962 conquista il titolo mondiale dei pesi medi junior, nell'incontro inaugurale per l'attribuzione della cintura, battendo ai punti Joey Giambra, con l'arbitraggio del campione del mondo dei pesi massimi Sonny Liston. Difende il titolo a Honolulu il 19 febbraio 1963 battendo Stan Harrington ai punti. Perde il titolo nell'aprile 1963 ai punti contro Ralph Dupas, con verdetto contrastato. Perde anche la rivincita dopo nemmeno due mesi dopo, sempre ai punti. Stavolta il verdetto è unanime ma di stretta misura.
La perdita del titolo mondiale apre un periodo di crisi per il pugile di Portland. Il 17 agosto 1963, a Miami perde per knock-out tecnico alla nona ripresa dall'ex Campione del Mondo dei welter Luis Manuel Rodríguez. Il 18 settembre 1964 a Roma perde ai punti in 10 riprese dall'italiano Nino Benvenuti, intenzionato a divenire lui Campione del mondo dei medi junior battendo Sandro Mazzinghi, nuovo detentore del titolo. Il 3 gennaio 1966 perde per KO da Freddie Little anch'egli futuro campione mondiale della categoria.
Dopo la sconfitta con Little, Moyer si riprende. Passa alla categoria dei pesi medi e inanella una “striscia” di 26 incontri con 24 vittorie, un pari e una sola sconfitta contro Fraser Scott, futuro sfidante di Benvenuti per il titolo mondiale dei medi. Nel 1970 conquista il titolo nordamericano della categoria strappandolo a Eddie Pace. Il 4 marzo 1972 a Roma, Moyer sfida Carlos Monzón per la corona mondiale ma è sconfitto per Kot al quinto round. Il 9 settembre 1974 perde ai punti in 10 riprese dal futuro campione del mondo Vito Antuofermo.
Combatte ancora un anno prima di porre fine, nel 1975, ad una durissima carriera professionistica durata ben diciassette anni.

### Dopo il ritiro
Dopo la sua carriera nel pugilato, Moyer entra nel settore immobiliare possedendo una società di costruzioni. È poi ricoverato in una casa di cura di Portland. Viene meno per complicazioni dovute alla demenza pugilistica il 30 giugno 2010.